# Banu Bakr ibn Wa'il
I Banū Bakr ibn Wāʾil (in arabo بنو بكر بن وائل‎?) furono una tribù araba germinata dalla più ampia tribù dei Banu Rabi'a, del gruppo cosiddetto adnanita che includeva anche gli ʿAnaza, i Taghlib e i Banu Hanifa. La tribù si diceva avesse condotto una guerra quarantennale, prima dell'apparire dell'Islam, con i suoi "cugini" Taghlib, nota come Guerra di Basus. Il poeta preislamico Tarafa era un suo componente, come pure al-Muthannā b. Ḥāritha al-Shaybānī, che agì da co-protagonista nella conquista islamica della Persia mesopotamica.
Gli originali territori dei Bakr erano in Najd, nell'Arabia centrale, ma la maggior parte dei sottogruppi tribali emigrarono a nord immediatamente prima del sorgere dell'Islam e s'insediarono nell'area della Jazira, sul corso superiore del fiume Eufrate. La regione del Diyar Bakr, e in seguito la città di Diyarbakır, nella Turchia meridionale, hanno preso da loro il proprio nome.
Buona parte dei beduini dei Bakr in al-Yamama raggiunsero il resto della tribù in Mesopotamia dopo la comparsa dell'Islam, mantenendo buone relazioni con la tribù "parente" degli ʿAnaza. Tuttavia alcuni abitanti della Yamama seguitarono a tracciare la loro discendenza dai Bakr attraverso i Banū Ḥanīfa fino all'età moderna, particolarmente a Riad.
La tribù si distingue da quella dei Banu Bakr ibn 'Abd Manat dell'Hijaz e che ebbe importanti interazioni con Maometto.

## Albero genealogico delle tribù / relazioni secondo la tradizione classica
Quanto segue costituisce una parte dell'insieme dei rapporti e delle sotto-tribù dei Bakr ibn Wa'il in periodo preislamico e nel primo periodo islamico:
- Adnaniti, Cananei/Hijaz o "Arabi del nordovest" (costa settentrionale araba del mar Rosso)
  - Rabiʿa (ربيعة), emigrarono dall'Hijaz a nord e a est, ad esempio nel Diyar Rabi'a in Jazira (Mesopotamia)
    - Bakr ibn Wāʾil, Najd, sotto-tribù di beduini, emigrarono prima dell'Islam in Diyar Bakr (Jazira).
      - Banu Hanifa - in maggioranza sedentari, erano la principale tribù della Yamama (la regione attorno all'odierna Riad).
      - Banu Shayban - in gran parte nomadi (beduini), condussero la Battaglia di Dhu Qar contro i Sasanidi persiani nel sud dell'Iraq ai primi del VII secolo, prima quindi dell'Islam. Il giurista e teologo Ahmad ibn Hanbal se ne vantava discendente.
      - Banu Qays ibn Tha'laba - divisi tra beduini e sedentari, furono gli abitanti della città di Manfūḥa (ora parte di Riyad). I poeti preislamici al-A'sha e Tarafa ne facevano parte.
      - Banu Yashkur - beduini e sedentari, insediati in Yamama. Al-Ḥārith ibn Hilliza, uno degli autori delle celeberrime Muʿallaqāt d'epoca preislamica, era membro degli Yashkur.
      - Banu 'Ijl - in maggioranza beduini, locati in Yamama e ai confini meridionali della Mesopotamia.

    - Abd al-Qays
    - 'Anaza, branca nomade nelle steppe confinanti con la Siria e la Mesopotamia. Sedentaria con il suo gruppo dei Banū Hizzān in Yamama, in Hijaz orientale
    - Taghlib ibn Wa'il, emigrarono a settentrione, verso le pianure della Jazira, a nord della Mesopotamia, già nel VI secolo.
    - Anz ibn Wa'il
    - al-Nammir ibn Qasit

  - Mudar, con branche dedite al nomadismo nella Jazira occidentale (Diyar Mudar), famose sotto-tribù e clan furono i Quraysh e i Banu Hashim

Approssimativa localizzazione di alcune delle più importanti tribù e degli Imperi e dei reami esistenti alla comparsa dell'Islam.